# Hyagnis subtuberculipennis
Hyagnis subtuberculipennis es una especie de escarabajo longicornio del género Hyagnis, subfamilia Lamiinae. Fue descrita científicamente por Breuning en 1967.
Se distribuye por Malasia.